# Landsverk L-100 och 101

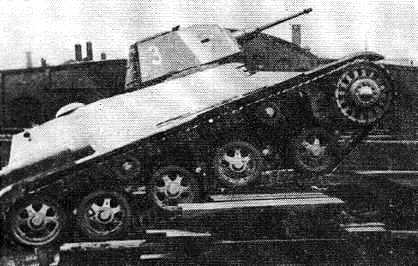
Enda bilden på L-100 med 20mm automatkanon

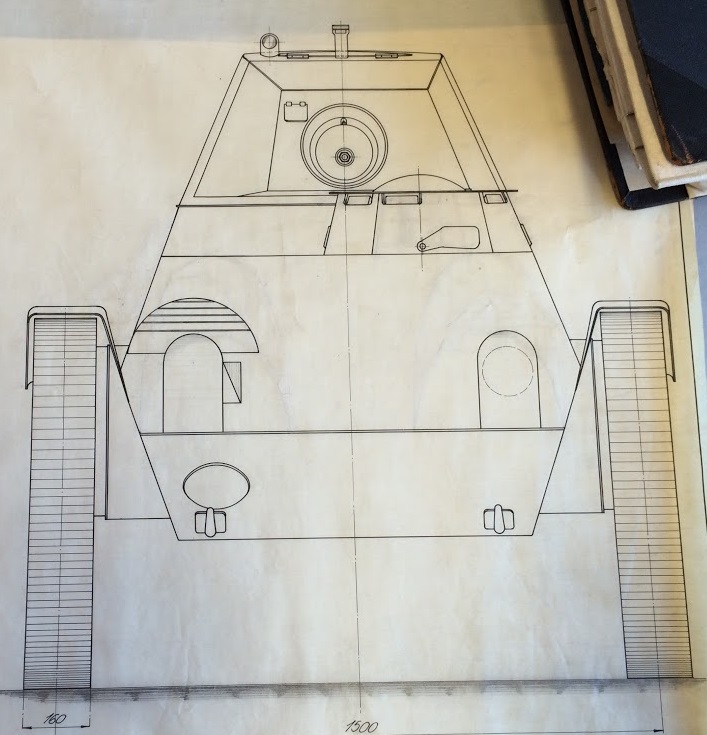
Frontvy av Landsverk L-101

Landsverk L-100 (L-100) var en prototyp framtagen av AB Landsverk under 1933 och 1934. Designen var av typen lätt stridsvagn med en vikt på 4,5 ton. Ritningar tyder på att planen var att ha en mindre kulspruta (6,5mm) men L-100-riggen blev beväpnad med en 20mm automatkanon (akan). Topphastigheten var 55 km/h och togs aldrig i tjänst av svenska armén. Enda fotot som finns av testriggen visar den med en 20mm akan.

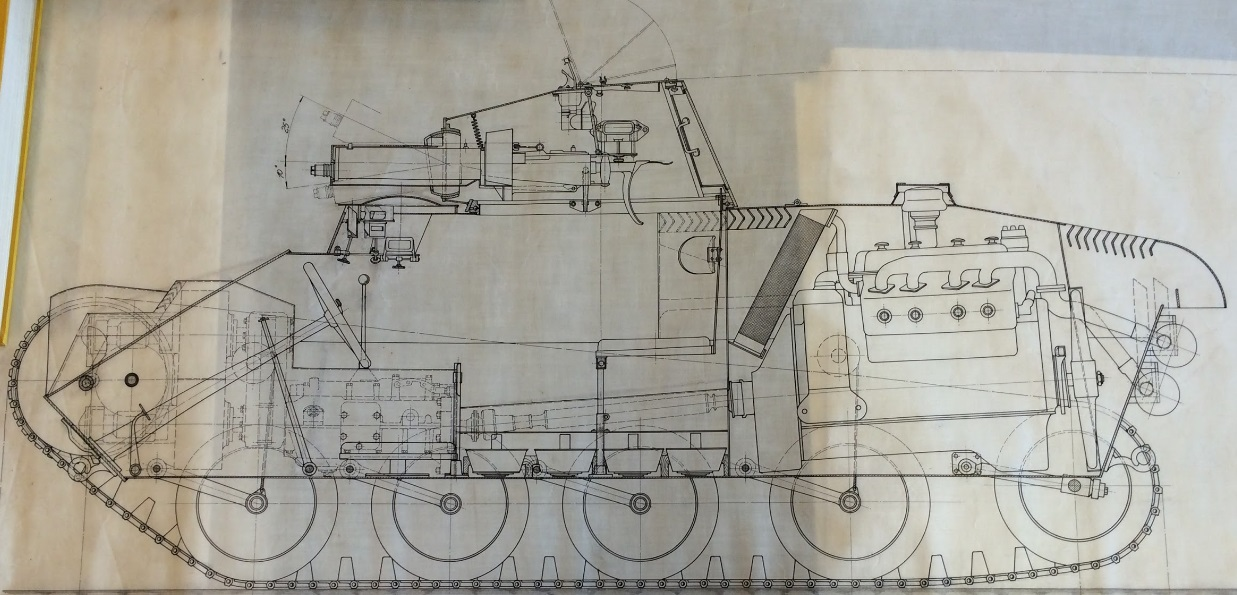
Sidovy av Landsverk L-101

Landsverk L-101 (L-101) ritades ursprungligen som en pansarvärnskanonvagn (PvKv) men ritningar visar sedan att den skulle bli försedd med torn och en 6,5mm akan, samma som L-100 skulle egentligen ha haft. Förmodligen byttes rollerna för dessa två vagnar under tiden dessa två vagnar togs fram, därav de olika planerna av beväpning. L-101 byggdes aldrig utan finns bara på ritningar.